# Patine (cuir)
Pour les articles homonymes, voir Patine.

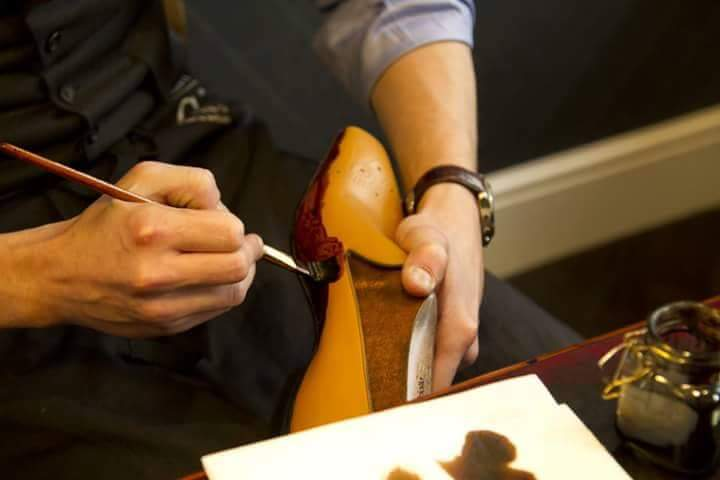
Un artisan patineur réalisant une patine de couleur marron au pinceau, sur un soulier en cuir.

La patine désigne l'ensemble des techniques de coloration et décoloration du cuir par l'application de teintures et solvants, à l'aide de différents outils (pinceaux, éponges, chiffons, vaporisateur). En jouant sur les contrastes de couleur, elle permet de personnaliser les chaussures et souliers.
La patine est principalement employée en botterie et maroquinerie, souvent sur des produits de luxe, avec des cuirs de différente nature (veau, mouton, agneau, mais aussi crocodile, galuchat, autruche ou encore python).

## Histoire
L'apparition de la technique n'est pas datée avec précision, mais son invention est généralement attribuée à Olga Berluti, dans les années 1980,. Les souliers pour homme étaient alors presque exclusivement de couleur noire, marron ou bordeaux. L'objectif de la patine est alors de créer un effet vieilli au soulier, le travail de couleur permettant de simuler une certaine noblesse d'usage par application des teintures à l'aide de pinceaux et de solvants au chiffon. 
Au cours des années 1980 et 1990, la technique évolue peu et demeure cantonnée à la marque Berluti, qui en fait l'un de ses traits distinctifs. De nouveaux créateurs utilisent peu à peu la technique dans le domaine de la botterie, puis de la maroquinerie, avec d'importants partis pris stylistiques (couleurs vives, voire fluo). Les années 2000 voient une démocratisation de la technique en France et en Italie : elle est adoptée par de nombreux chausseurs et bottiers (Corthay, Dervillle, Altan, Septième Largeur, Santoni, Ivan Crivellaro, Caulaincourt), et même par certains cordonniers. La technique se diffuse également en dehors des grandes maisons, et de plus en plus d'amateurs réalisent eux-mêmes les patines de leurs chaussures.
Depuis les années 2010, plusieurs ateliers spécialisés se sont établis en Europe et aux États-Unis, contribuant à faire de la discipline un métier à part entière. Outre les souliers, certains artisans réalisent des patines de baskets, sacs ou vestes en cuir.

## Méthode
Il existe deux méthodes principales de patine : la patine sur cuir brut (non teinté) et la patine sur cuir teinté. Dans la première méthode, l'artisan utilise un cuir brut, généralement de couleur blanc/écru. Si le cuir est déjà coloré ou teinté, il est nécessaire de le décaper avant au moyen de solvants comme l'acétone, pour éclaircir le cuir et le rendre perméable aux produits de teinture.